# Логінови
Ло́гінови (рос. Логиновы) — присілок у складі Котельницького району Кіровської області, Росія. Входить до складу Макар'євського сільського поселення.
Населення становить 1 особа (2010, 3 у 2002).
Національний склад станом на 2002 рік — росіяни 100 %.